# Auer Weidmoos

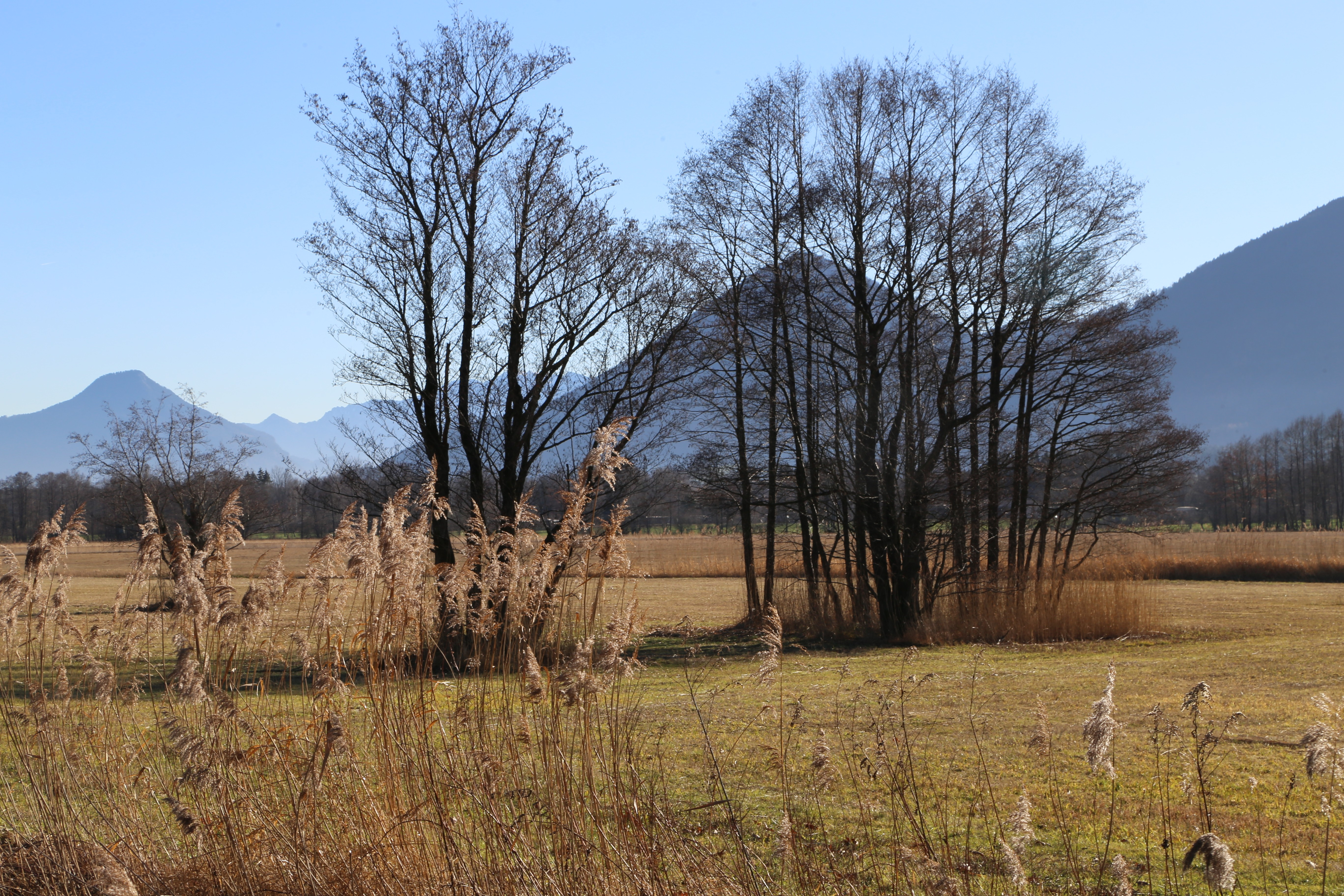
Naturschutzgebiet Auer Weidmoos (Dezember 2015)

Das Naturschutzgebiet Auer Weidmoos liegt auf dem Gebiet der Gemeinde Bad Feilnbach im Landkreis Rosenheim in Oberbayern. Es ist Teil des FFH-Gebietes „Auer Weidmoos mit Kalten und Kaltenaue“ (8138-371).
Das 77,0 ha große Gebiet mit der Nr. NSG-00117.01, das im Jahr 1999 unter Naturschutz gestellt wurde, erstreckt sich nördlich des Kernortes Bad Feilnbach direkt an der am östlichen Rand verlaufenden St 2089. Nördlich verlaufen die St 2010 und die A 8.